# Antecedents contraculturals d'Internet
Els antecedents contraculturals de Internet van suposar uns pilars bàsics en la creació del que seria la plataforma revolucionària dels anys 90. La unió de la tecnologia amb els fonaments del moviment hippie, els quals reivindicaven idees com la lliure expressió, la descentralització del poder, el rebuig cap als governs i empreses, etc, van assentar les bases d'Internet. Els hippies, tot i la seva reticència inicial van acabar trobant en el món cibernètic una via d'expressió per canviar la societat.

## Context prèvi

### El naixement de la Cibernètica
L'any 1942 va néixer a mans de Norbert Wiener y Arturo Rosenblueth Stearns la Cibernètica, la branca d'estudi que s'encarrega d'analitzar les possibilitats de comunicació dins d'entorns sistematitzats. 20 anys més tard, a la dècada dels 70, l'exèrcit estatunidenc va realitzar juntament amb MIT i altres universitats la primera xarxa d'ordinadors, la qual va rebre el nom de ARPANET. Inicialment va ser utilitzada amb fins militars. El primer missatge transmès públicament a través d'ARPANET va tenir lloc en el 1969.

### Moviment contracultural
Als anys 60 i 70 estava en auge el moviment hippie, el qual fou un corrent contracultural, llibertari i pacifista nascut a la dècada dels 60 als EUA. Els hippies (nom que reben els defensors d'aquest moviment) es caracteritzaven per una tendència a escoltar música folk psicodèlica, groove i folk contestatari, a participar en l'activisme radical, a utilitzar drogues amb la finalitat d'arribar a estats alterats de consciència i per reivindicar una revolució sexual i l'amor lliure.

## Relació entre el moviment contracultural i Internet
Durant els anys 60 la tecnologia era vista negativament entre els hippies, els quals la descrivien com a antinatural i servidora d'institucions, governs i exèrcits. Concebien els ordinadors com una eina amenaçadora, com l'encarnació del control centralitzat. Segons ells, era una eina de control polític. Lewis Mumford, un historiador, va donar suport en el seu llibre El mito de la màquina a aquesta idea tot afirmant que els ordinadors treien la llibertat i destruïen els valors enriquidors.
Amb l'arribada dels anys 70, però, aquesta concepció negativa va anar perdent força. Un grup de persones denominades <<hackers>> van acceptar els ordinadors i van començar a transformar-los en instruments d'alliberament. La informàtica, doncs, va començar a ser vista com un símbol d'expressió individual i d'alliberament, la qual cosa va interessar al moviment hippie.
D'aquesta manera, el 1985 es va fundar gràcies a Larry Brilliant i Stewart Brand el principal precedent ideològic de la Web 2.0, WELL. Aquesta era una comunitat virtual que va servir com a punt de trobada per l'entusiasme underground al voltant de la incipient cibercultura. La comunitat representava el desdoblament electrònic de la revista Whole Earth Catalog, que comptava amb els articles més representatius de la comunitat hippie: roba, llibres, discs, llavors, etc. Tal com passava a les comunes hippies de Califòrnia, Colorado i Nou Mèxic, en el WELL s'intercanviava informació i opinions sobre diferents temes i afinitats: música, filosofies, tradicions místiques, drogues, etc. Per tant, WELL va suposar una democratització virtual del coneixement, la possibilitat de compartir continguts lliurement per tal d'afavorir la intel·ligència col·lectiva per sobre de l'individualisme.
Els joves enginyers atrets per la Universitat de Standford anaven a concerts de Grateful Dead (grup de rock i folk influenciat per la psicodèlia), experimentaven amb àcid, mescalina o peiot, participaven en orgies, provaven la meditació transcendental o debatien sobre la participació estatunidenca a Vitenam, els drets civils, el feminisme o sobre el moviment ecologista. Així doncs, molts dels hackers eren hippies i viceversa, cosa que va donar pas al lligam entre el moviment contracultural i Internet.
En conseqüència, els pilars filosòfics del moviment contracultural van acabar unint-se amb la tecnologia, la qual va suposar una via d'expressió, donant així lloc a una plataforma que revolucionaria cada aspecte de la realitat sociocultural a partir dels anys 90: Internet. Per aquest motiu, trobem en les xarxes de telecomunicació i els ordinadors les idees bàsiques del moviment contracultural: la voluntat de descentralització extrema per evitar la concentració de poder; la llibertat completa basada en la informació compartida; eines a disposició de tots per tal que qualsevol faci el que cregui convenient amb elles; la desconfiança de qualsevol autoritat que no estigui basada en el mèrit tècnic i de governs i empreses; la creença que l'ésser humà és millorable per mitjà de diferents tecnologies (drogues, ordinador), que una realitat millor és possible, etc. Tots aquests fonaments, doncs, van contribuir en la creació d'aquest nou món.

## Figures del món contracultural i cibernètic

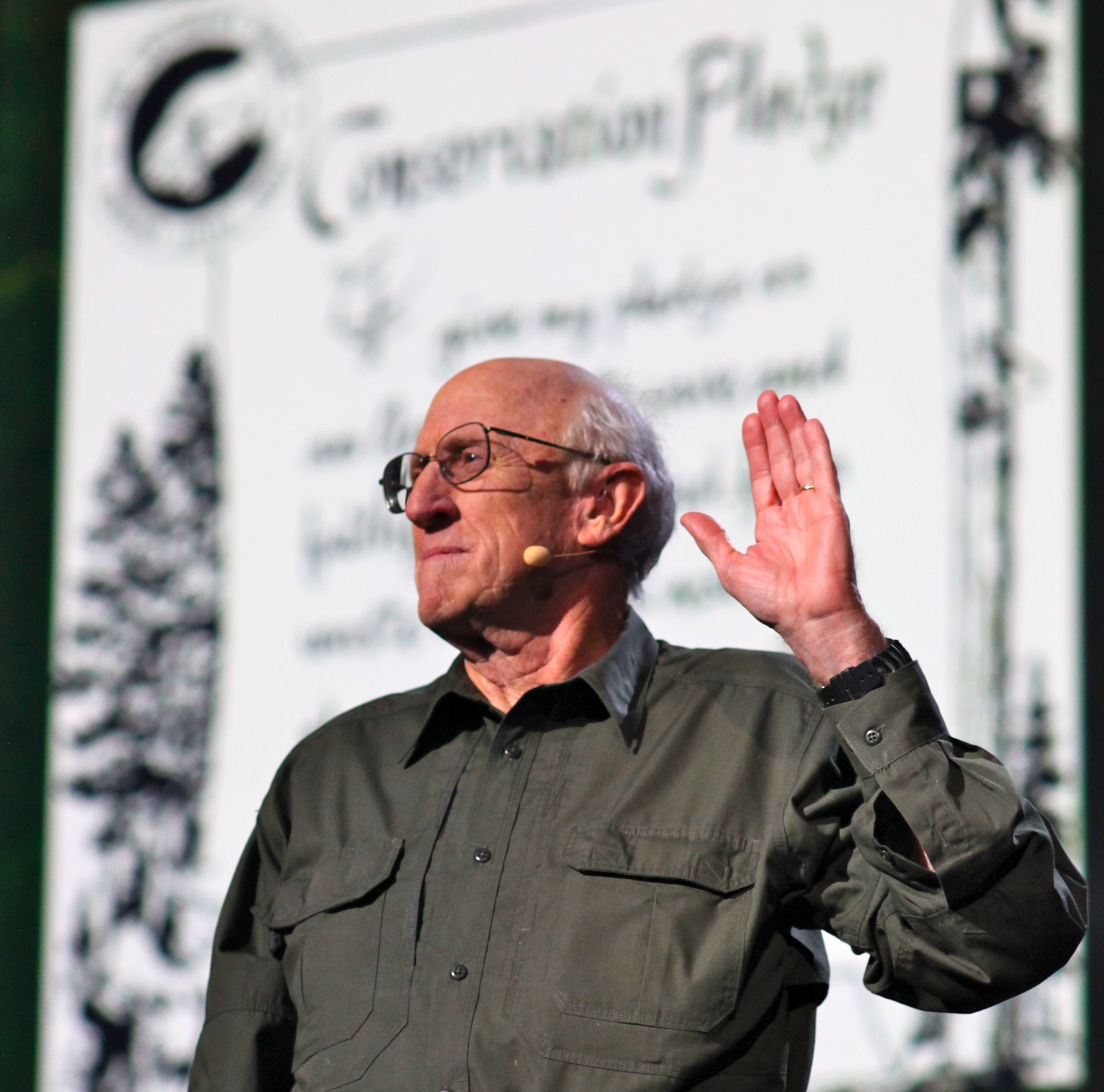
Stewart Brand, un dels màxims exponents de la unió entre el moviment contracultural i la tecnologia.

Stewart Brand va ser una de les persones que més va contribuir en reforçar el vincle entre <<hippies>> i <<techies>> (frikis de la tecnologia). Després de graduar-se com a biòleg i participar en l'exèrcit com a fotògraf militar, va començar a viure entre diferents comunitats on es barrejava l'art d'acció i la tecnologia, motiu que el va portar a convertir-se en un dels primers en experimentar amb LSD. Més tard, va ser productor d'un col·lectiu artístic, USCO, que promocionava el lema <<uneix els cultes del misticisme i la tecnologia com a base de la introspecció i la comunicació>>. Brand es va adonar que la combinació de la contracultura i la cibercultura era la fórmula d'una revolució digital i va intentar fer arribar aquesta idea.
John Perry Barlow, una altra figura del món contracultural i cibernètic, fou el lletrista dels inicis del grup Grateful Dead. Es va fer conegut per defensar les llibertats civils de Internet, compromís que el va portar a fundar Electronic Frontier Foundation i convertir-se en l'autor de la “Declaració de Independència del Ciberespai".
Altres noms no tan coneguts són Mitch Kapor, que va deixar l'ensenyança de la meditació transcendental per a acabar així programant Lotus 1-2-3; Lee Felsenstein, defensor de l'esquerra radical que va crear el primer portàtil i Jon Postel, un clar exemple de l'estètica hippie, que va estar gestionant sense cobrar l'estructura profunda d'Internet per fer-la més senzilla.